# Tumbes (rijeka)
Tumbes (špa. Río Tumbes ili Río Túmbez u Peruu; Río Puyango u Ekvadoru) je rijeka u Južnoj Americi. Izvori rijeke nalaze se između ekvadorskih pokrajina El Oro i Loja. Rijeka čini granicu između pokrajina El Ora i Loje, a nakon toga granica između Loje i regije Tumbes u Peruu. Na mjestu gdje se ulijeva potok Cazaderos, ulazi u sjeverno obalno područje Perua koje se zove regija Tumbes i ulijeva se u Tihi ocean izvan zaljeva Guayaquil. Najveći grad na njegovim obalama je Tumbes u Peruu.

## Fauna

### Riba
- Andinoacara rivulatus - vrsta ciklida.

## Vanjske poveznice
|  | Zajednički poslužitelj ima još gradiva o temi Tumbes (rijeka) |

- (engl.) Okamenjena šuma Puyango nominirana za UNESCO-vu svjetsku baštinu.